# Панютинский поселковый совет
Панютинский поселковый совет — входит в состав Лозовского городского совета Харьковской области Украины.
Административный центр поселкового совета находится в пгт Лимановка

.

## Населённые пункты совета
- пгт Лимановка
- село Хлебное